# Kabinett Rajoy I
Als Kabinett Rajoy I bezeichnet man die von 2011 bis 2016 amtierende spanische Regierung unter Ministerpräsident Mariano Rajoy. Sie entstand nach der Parlamentswahl vom 20. November 2011, bei der Rajoys konservative Volkspartei (PP) die absolute Mehrheit der Parlamentssitze errang. Rajoy brauchte deshalb keine Koalitionsregierung zu bilden.
Die Mitglieder des Kabinetts Rajoy wurden am 21. Dezember 2011 bekanntgegeben. Insgesamt existierten 13 Ministerien, zwei weniger als im Kabinett Zapatero II. Die Legislaturperiode dauerte wie im politischen System Spaniens vorgesehen vier Jahre.
Ab dem 20. Dezember 2015 waren die Mitglieder des Kabinetts nur noch geschäftsführend im Amt. Nach den Parlamentswahlen 2016 wurde das Kabinett am 31. Oktober 2016 durch das Kabinett Rajoy II abgelöst.

## Zusammensetzung des Kabinetts

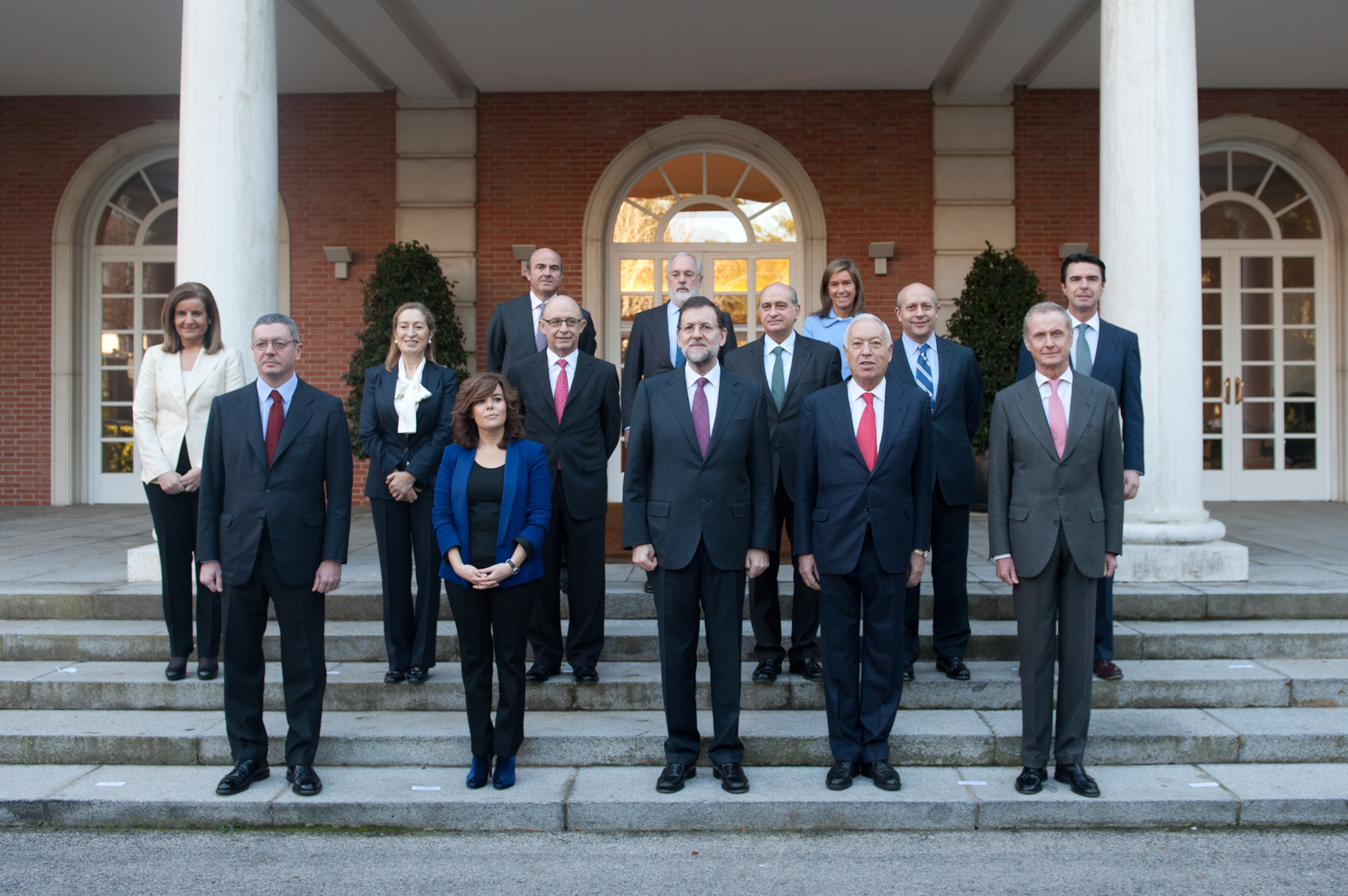
Kabinett Rajoy I (2011)

| Amt oder Ressort                                                  | Bild                                            | Amtsinhaber(in)                                                                       | Partei | Partei    |
| ----------------------------------------------------------------- | ----------------------------------------------- | ------------------------------------------------------------------------------------- | ------ | --------- |
| Ministerpräsident                                                 | Mariano Rajoy                                   | Mariano Rajoy                                                                         |        | PP        |
| Stellvertretende Ministerpräsidentin, Präsidialministerin         | Soraya Sáenz de Santamaría                      | Soraya Sáenz de Santamaría                                                            | PP     |           |
| Minister für Äußeres und Entwicklungshilfe                        | José Manuel García-Margallo                     | José Manuel García-Margallo                                                           | PP     |           |
| Justizminister                                                    | Alberto Ruiz-Gallardón · Alberto Ruiz-Gallardón | Alberto Ruiz-Gallardón (bis 23. September 2014) Rafael Catalá (ab 28. September 2014) | PP     |           |
| Verteidigungsminister                                             | Pedro Morenés                                   | Pedro Morenés                                                                         |        | Parteilos |
| Minister für Finanzen und öffentliche Verwaltung                  | Cristóbal Montoro                               | Cristóbal Montoro                                                                     |        | PP        |
| Innenminister                                                     | Jorge Fernández Díaz                            | Jorge Fernández Díaz                                                                  | PP     |           |
| Ministerin für Bau und Verkehr                                    | Ana Pastor Julián                               | Ana Pastor Julián                                                                     | PP     |           |
| Minister für Bildung, Kultur und Sport                            | José Ignacio Wert                               | José Ignacio Wert (bis 25. Juni 2015) Íñigo Méndez de Vigo (ab 25. Juni 2015)         |        | Parteilos |
| Ministerin für Arbeit und Soziales                                | Fátima Báñez                                    | Fátima Báñez                                                                          |        | PP        |
| Minister für Industrie, Energie und Tourismus                     | José Manuel Soria                               | José Manuel Soria                                                                     | PP     |           |
| Minister bzw. Ministerin für Landwirtschaft, Ernährung und Umwelt | Miguel Arias Cañete · Isabel García Tejerina    | Miguel Arias Cañete (bis 28. April 2014) Isabel García Tejerina (ab 28. April 2014)   | PP     |           |
| Minister für Wirtschaft und Wettbewerb                            | Luis de Guindos                                 | Luis de Guindos                                                                       |        | Parteilos |
| Ministerin für Gesundheit, soziale Dienste und Gleichstellung     | Ana Mato · Alfonso Alonso                       | Ana Mato (bis 26. November 2014) Alfonso Alonso (ab 2. Dezember 2014)                 |        | PP        |